# Zbójnicka Igła

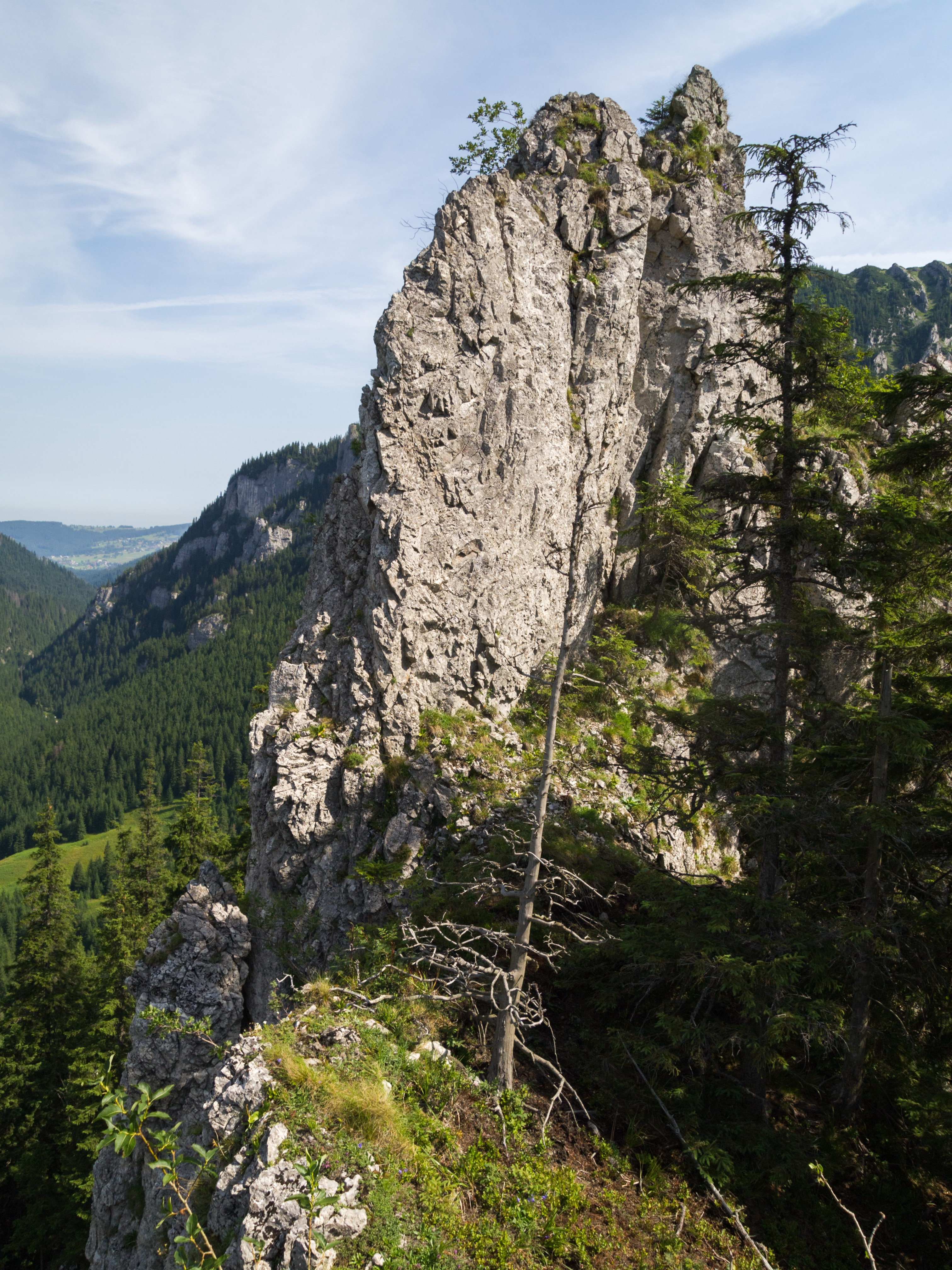
8-metrowa, szczytowa ścianka Zbójnickiej Igły

Zbójnicka Igła – turnia w północno-zachodniej grzędzie Gubalca w polskich Tatrach Zachodnich. Znajduje się ok. 800 m na południe od Polany Pisanej, ponad Skałą Pisaną. Turnia ta, zbudowana z osadowych skał węglanowych (jak cały grzbiet, w którym się znajduje), widoczna jest z kilku miejsc Doliny Kościeliskiej i z Ornaku. Od wyżej położonej Zbójnickiej Turni oddzielona jest przełączką Niżni Zbójnicki Przechód. Z przełączki tej przez las jest kilkanaście metrów podejścia do 8-metrowego uskoku Zbójnickiej Igły. Jego prawą stroną można wejść na szczyt (trudności III stopnia). Oprócz Zbójnickiej Turni i Zbójnickiej Igły w północno-zachodniej grzędzie Gubalca są jeszcze inne nienazwane skały.

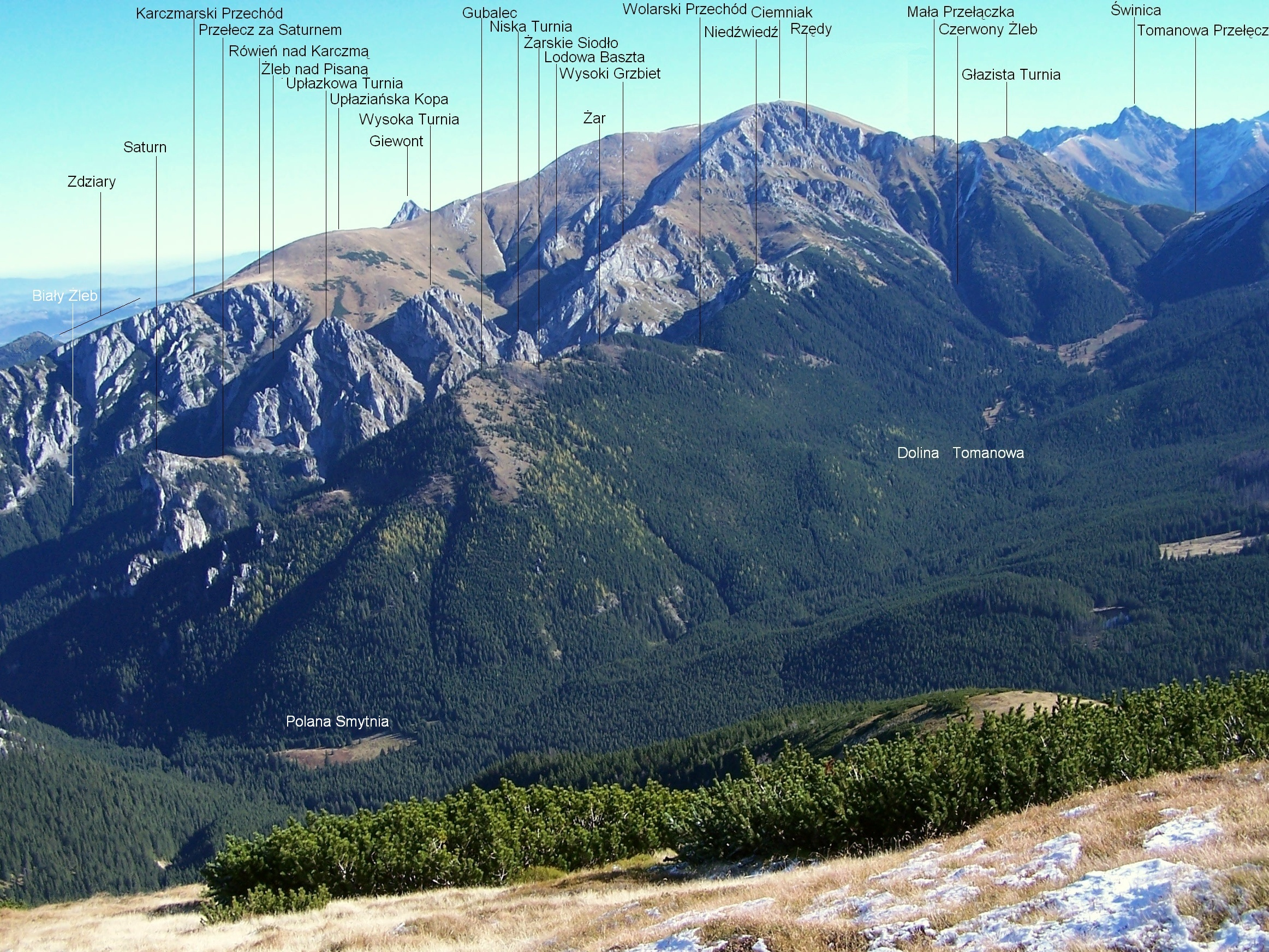
Zbójnicka Turnia i Zbójnickia Igła widoczne w dolnej części Gubalca

Poniżej Zbójnickiej Igły w zalesionym stoku opadającym do Wąwozu Kraków znajduje się ścianka o wysokości około 20 m, a pod nią otwór Jaskini pod Zamkiem. W północnych stokach Gubalca jest jeszcze wiele innych jaskiń. Nazwa Zbójnicka Igła i inne „zbójnickie” nazwy w tej okolicy mają związek z przeszłością Doliny Kościeliskiej. Według górali w jej jaskiniach mieszkali zbójnicy i znajdują się tam zgromadzone przez nich skarby. Okolice turni były ponadto przed kilkuset laty penetrowane przez górników i poszukiwaczy skarbów. Pierwsze odnotowane wejście na Zbójnicką Igłę: Władysław Cywiński 8 maja 1995.
Cały rejon Gubalca jest zamknięty dla turystów i taterników (obszar ochrony ścisłej).